# Enggano (eiland)
Het eiland Enggano ligt ongeveer 100 km ten zuidwesten van het Indonesische eiland Sumatra. Het eiland is ongeveer 35 km lang van oost naar west en ongeveer 16 km breed van noord naar zuid en heeft een oppervlakte van 402,6 km². Bestuurlijk valt het onder het onderdistrict Benkulu Utara. Het eiland Enggano heeft de status van Afgelegen eiland. Bij presidentieel decreet van 2005 werd een lijst vastgesteld (Daftar pulau terluar) van 92 afgelegen en geïsoleerde eilanden (waarvan er 26 worden bewoond).

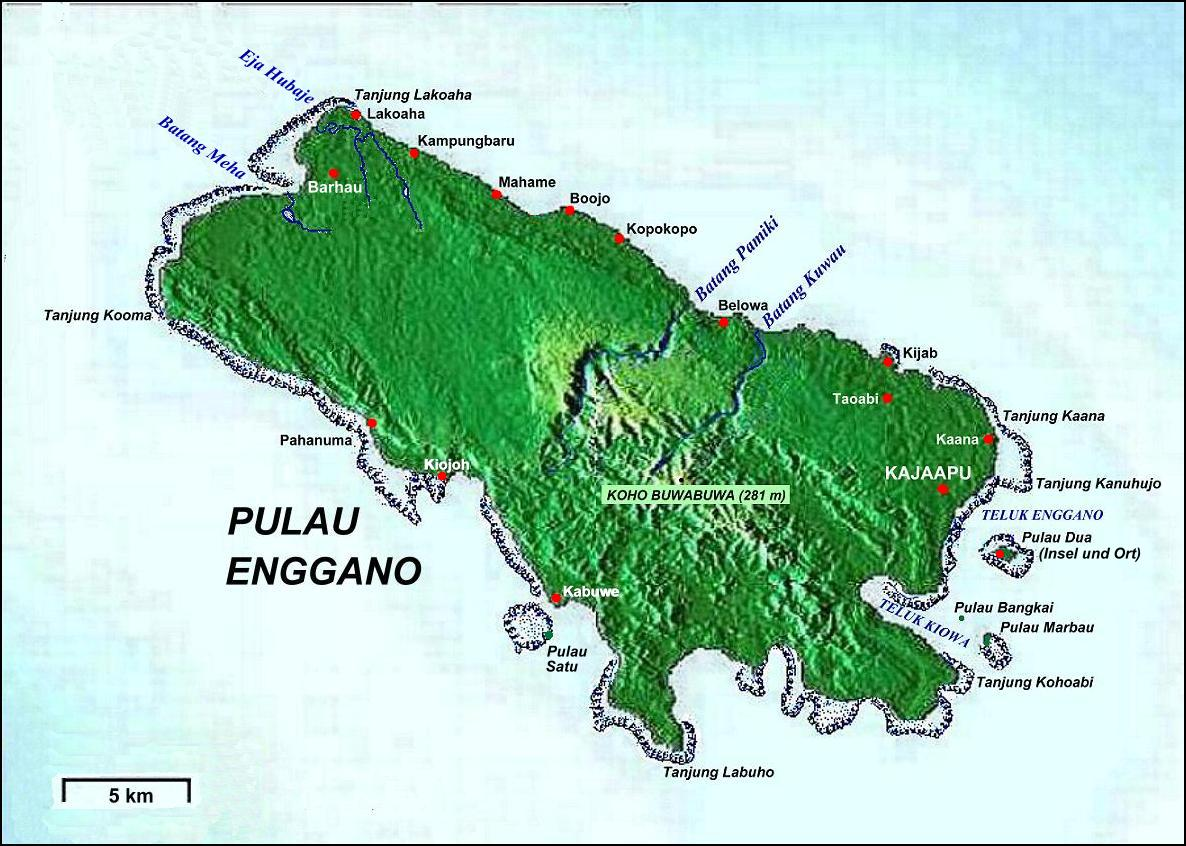
Kaart van het eiland
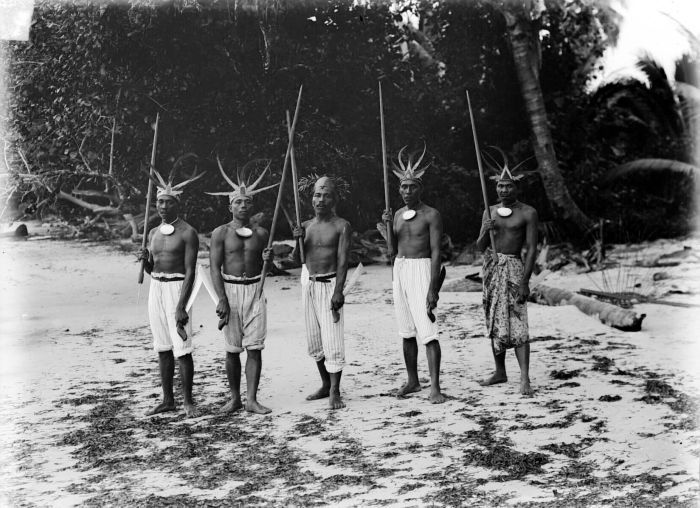
Oud krijgskostuum van Engganezen (foto uit collectie Wereldmuseum Amsterdam)

## Geschiedenis
Toen 70 miljoen jaar geleden het Continentaal plat waarop Indonesië ligt gescheiden werd van het vasteland van het continent Azië, ontstond tussen het grote eiland Sumatra en de eilanden aan de westkust een diep zeebekken, terwijl op Sumatra gebergtevorming plaatsvond.
De eerste Europeaan die melding van het eiland maakte was de Nederlandse zeevaarder Cornelis de Houtman. Hij landde overigens niet op het eiland. In 1771 rapporteerde de Britse kapitein Charles Miller over de bewoners van het eiland. Tussen 1866 en 1870 vond een opmerkelijke daling in het aantal inwoners plaats, waarschijnlijk als gevolg van een infectieziekte of door interne twisten. In 1891 verscheen een studie over de inwoners en hun cultuur door de Italiaanse onderzoeker Elio Modigliani.

## Sinds 2000
Het eiland is bekend als centrum van de duiksport en er zijn lange witte zandstranden en schilderachtige koraalriffen. Het eiland beschikt over een endemische flora en fauna, voorbeelden daarvan zijn de engganobrilvogel (Zosterops simplex salvadorii) en de  engganorat (Rattus enganus).
Op 6 maart 2008 werd het eiland getroffen door een hevige aardbeving.

## Fauna
Op Enggano is endemisch een ondersoort van de zwartnekmonarch (Hypothymis azurea, ssp. richmondi), een zangvogel uit de familie Monarchidae (monarchen).

## Bron
- Dit artikel of een eerdere versie ervan is een (gedeeltelijke) vertaling van het artikel Enggano op de Duitstalige Wikipedia, dat onder de licentie Creative Commons Naamsvermelding/Gelijk delen valt. Zie de bewerkingsgeschiedenis aldaar.